# Мухомор шероховатый
Мухомо́р Франше, или мухомо́р неприятный, или мухомо́р шерохова́тый (лат. Amanita franchetii) — гриб из рода Мухомор семейства Мухоморовые (Amanitaceae). Съедобность или токсические свойства этого гриба достоверно не известны. Одни авторы (М. Я. Зерова [1979], Д. Т. Дженкинс [1986]) считают его несъедобным или отмечают, что съедобность неизвестна, другие же (М. Мозер [1983], Д. И. Самгина [1981]) утверждают, что гриб съедобен и имеет приятные вкус и запах.

## Таксономия
Д. Т. Дженкинс в 1986 году обнаружил, что в гербарии Персона тип Amanita aspera оказался представленным видом Lepiota aspera, а в описании Э. Фриса (1821) не был указан желтоватый цвет вольвы. На основании этих фактов Amanita aspera стали считать гетеротипным синонимом для Amanita franchetii и гомотипным — для Lepiota aspera.
Вид относят к секции Validae подрода Lepidella.

## Описание
Шляпка диаметром 4—9 см, мясистая, вначале полуокруглая, затем распростёртая, с гладким краем. Кожица оливковая или жёлтая, коричневая с сероватым оттенком.
Мякоть белая, на срезе по краям становится желтоватой, с приятными запахом и вкусом.
Ножка 4—8×1—2 см, кверху сужается, низ слабо утолщённый, выполненная, позже полая. Поверхность беловатая или буровато-желтоватая, покрыта желтоватыми хлопьями.
Пластинки свободные или слабо приросшие зубцом, частые, в средней части расширены, беловатые, с возрастом приобретают желтоватый оттенок.
Остатки покрывал: вольва слабо выражена, плотно приросшая, рыхлая, серно-жёлтого цвета; кольцо с рубчатым краем, беловатое, с желтоватыми хлопьями; хлопья на шляпке толстые, заострённые, сероватые с зелёным оттенком.
Споровый порошок белый.
Микроскопические признаки: споры 8—9×6—7 мкм, бесцветные, овальные, амилоидные, с флуоресцирующей каплей; базидии четырёхспоровые, 40—45×9—10 мкм, булавовидные, со стеригмами 4—4,5 мкм длиной; трама пластинок билатеральная, из бесцветных гиф диаметром 3—5 мкм; хейлоцистиды яйцевидные, 20—40×15—20 мкм.

## Экология и распространение
Растёт на почве в смешанных и лиственных лесах под дубом, буком, грабом, встречается редко.
Распространён на всей территории Европы кроме Скандинавского полуострова, в Закавказье (Азербайджан), в Азии — Средней (Таджикистан), Казахстан, Вьетнам, Япония; Северная Америка — США; Северная Африка — Алжир, Марокко.
Сезон июль — октябрь.